# Fredede bygninger i Hillerød Kommune
Denne liste over fredede bygninger i Hillerød Kommune viser alle fredede bygninger i Hillerød Kommune, bortset fra kirker. Listen bygger på data fra Kulturarvsstyrelsen.
| Sagsnavn                        | Komplekstype              | Opførelsesår | Adresse                               | Koordinater                                   | Fredningsår (1. fredning) | ID (Link til Kulturarv.dk) | Billede     |
| ------------------------------- | ------------------------- | ------------ | ------------------------------------- | --------------------------------------------- | ------------------------- | -------------------------- | ----------- |
| Amtsstuegården (tidl.)          | Børnerådgivning &adoption | 1775         | Frederiksværksgade 2A, 3400 Hillerød  | 55°56′06″N 12°17′48″Ø / 55.93508°N 12.29653°Ø |                           | 219-17537-1                | Upload foto |
| Batzkes Hus                     |                           | 1720         | Batzkes Bakke 1, 3400 Hillerød        | 55°56′10″N 12°18′26″Ø / 55.93615°N 12.30733°Ø |                           | 219-3897-1                 | Upload foto |
| Carlsberg                       |                           | 1750         | Københavnsvej 34A, 3400 Hillerød      | 55°55′50″N 12°19′01″Ø / 55.93053°N 12.31681°Ø |                           | 219-48858-1                | Upload foto |
| Carlsberg                       |                           | 1675         | Københavnsvej 34B, 3400 Hillerød      | 55°55′50″N 12°19′01″Ø / 55.93063°N 12.31706°Ø |                           | 219-48866-1                | Upload foto |
| Favrholm                        |                           | 1806         | Roskildevej 58, 3400 Hillerød         | 55°54′31″N 12°17′05″Ø / 55.90858°N 12.28482°Ø |                           | 219-138105-1               | Upload foto |
| Frederiksborg Slot              |                           | 1604         | Frederiksborg Slot 1, 3400 Hillerød   | 55°56′03″N 12°17′59″Ø / 55.93420°N 12.29961°Ø |                           | 219-16514-1                | Upload foto |
| Frederiksborg Slot              |                           | 1608         | Frederiksborg Slot 1, 3400 Hillerød   | 55°56′03″N 12°17′59″Ø / 55.93420°N 12.29961°Ø |                           | 219-16514-2                | Upload foto |
| Frederiksborg Slot              |                           | 1606         | Frederiksborg Slot 1, 3400 Hillerød   | 55°56′03″N 12°17′59″Ø / 55.93420°N 12.29961°Ø |                           | 219-16514-3                | Upload foto |
| Frederiksborg Slot              |                           | 1620         | Frederiksborg Slot 1, 3400 Hillerød   | 55°56′03″N 12°17′59″Ø / 55.93420°N 12.29961°Ø |                           | 219-16514-4                | Upload foto |
| Frederiksborg Slot              |                           | 1620         | Frederiksborg Slot 1, 3400 Hillerød   | 55°56′03″N 12°17′59″Ø / 55.93420°N 12.29961°Ø |                           | 219-16514-5                | Upload foto |
| Frederiksborg Slot              |                           | 1612         | Frederiksborg Slot 1, 3400 Hillerød   | 55°56′03″N 12°17′59″Ø / 55.93420°N 12.29961°Ø |                           | 219-16514-7                | Upload foto |
| Frederiksborg Slot              |                           | 1621         | Frederiksborg Slot 1, 3400 Hillerød   | 55°56′03″N 12°17′59″Ø / 55.93420°N 12.29961°Ø |                           | 219-16514-12               | Upload foto |
| Frederiksborg Slot              |                           | 1560         | Frederiksborg Slot 1, 3400 Hillerød   | 55°56′03″N 12°17′59″Ø / 55.93420°N 12.29961°Ø |                           | 219-16514-15               | Upload foto |
| Frederiksborg Slot              |                           | 1580         | Frederiksborg Slot 1, 3400 Hillerød   | 55°56′03″N 12°17′59″Ø / 55.93420°N 12.29961°Ø |                           | 219-16514-24               | Upload foto |
| Frederiksborg Slot              |                           | 1560         | Frederiksborg Slot 2, 3400 Hillerød   | 55°56′01″N 12°17′58″Ø / 55.93358°N 12.29936°Ø |                           | 219-16514-20               | Upload foto |
| Frederiksborg Slot              |                           | 1560         | Frederiksborg Slot 4, 3400 Hillerød   | 55°56′02″N 12°17′59″Ø / 55.93393°N 12.29986°Ø |                           | 219-16514-14               | Upload foto |
| Frederiksborg Slot              |                           | 1614         | Frederiksborg Slot 6, 3400 Hillerød   | 55°56′03″N 12°18′03″Ø / 55.93411°N 12.30090°Ø |                           | 219-16514-6                | Upload foto |
| Frederiksborg tidl. Statsskole  |                           | 1836         | Søndre Jernbanevej 4A, 3400 Hillerød  | 55°55′43″N 12°18′18″Ø / 55.92862°N 12.30493°Ø |                           | 219-67755-1                | Upload foto |
| Frederiksværksgade 23           |                           | 1720         | Frederiksværksgade 23A, 3400 Hillerød | 55°56′08″N 12°17′37″Ø / 55.93546°N 12.29374°Ø |                           | 219-17782-1                | Upload foto |
| Frederiksværksgade 23           |                           | 1720         | Frederiksværksgade 23E, 3400 Hillerød | 55°56′07″N 12°17′36″Ø / 55.93538°N 12.29335°Ø |                           | 219-17782-2                | Upload foto |
| Frederiksværksgade 23           |                           | 1720         | Frederiksværksgade 23F, 3400 Hillerød | 55°56′07″N 12°17′37″Ø / 55.93526°N 12.29356°Ø |                           | 219-17782-3                | Upload foto |
| Hillerød Præstegård             |                           | 1577         | Kannikegade 2, 3400 Hillerød          | 55°55′45″N 12°18′18″Ø / 55.92908°N 12.30510°Ø |                           | 219-45131-1                | Upload foto |
| Lowzons Gård                    |                           | 1758         | Møllestræde 4, 3400 Hillerød          | 55°55′52″N 12°17′55″Ø / 55.93121°N 12.29848°Ø |                           | 219-55560-1                | Upload foto |
| Skovridergården                 |                           | 1830         | Nødebovej 77A, 3480 Fredensborg       | 55°59′19″N 12°20′48″Ø / 55.98869°N 12.34658°Ø |                           | 219-72694-9                | Upload foto |
| Skovridergården                 |                           | 1830         | Nødebovej 77A, 3480 Fredensborg       | 55°59′19″N 12°20′48″Ø / 55.98869°N 12.34658°Ø |                           | 219-72694-10               | Upload foto |
| Skovridergården                 |                           | 1830         | Nødebovej 77A, 3480 Fredensborg       | 55°59′19″N 12°20′48″Ø / 55.98869°N 12.34658°Ø |                           | 219-72694-15               | Upload foto |
| Skovridergården                 |                           | 1830         | Nødebovej 77E, 3480 Fredensborg       | 55°59′24″N 12°20′43″Ø / 55.99009°N 12.34526°Ø |                           | 219-72694-11               | Upload foto |
| Skævinge Præstegård             |                           | 1852         | Ny Harløsevej 11, 3320 Skævinge       | 55°54′34″N 12°09′09″Ø / 55.90949°N 12.15243°Ø |                           | 219-152303-1               | Upload foto |
| Skævinge Præstegård             |                           | 1847         | Ny Harløsevej 11, 3320 Skævinge       | 55°54′34″N 12°09′09″Ø / 55.90949°N 12.15243°Ø |                           | 219-152303-3               | Upload foto |
| Skævinge Præstegård             |                           | 1953         | Ny Harløsevej 11, 3320 Skævinge       | 55°54′34″N 12°09′09″Ø / 55.90949°N 12.15243°Ø |                           | 219-152303-4               | Upload foto |
| Skævinge Præstegård             |                           | 1847         | Ny Harløsevej 13A, 3320 Skævinge      | 55°54′34″N 12°09′09″Ø / 55.90931°N 12.15257°Ø |                           | 219-152303-2               | Upload foto |
| Strødam, C.F. Tietgens landsted |                           | 1888         | Gadevangsvej 109B, 3400 Hillerød      | 55°57′34″N 12°16′44″Ø / 55.95940°N 12.27896°Ø |                           | 219-98103-4                | Upload foto |
| Stutmesterens Hus, senere skole |                           | 1909         | Frederiksværksgade 39B, 3400 Hillerød | 55°56′10″N 12°17′28″Ø / 55.93615°N 12.291°Ø   |                           | 219-140461-1               | Upload foto |
| Torvet 1                        |                           |              | Torvet 1A, 3400 Hillerød              | 55°55′44″N 12°18′14″Ø / 55.92887°N 12.30390°Ø |                           | 219-84498-1                | Upload foto |